# Нетопир пігмей
Нетопир пігмей, Pipistrellus pygmaeus (Leach, 1825) — ссавець з родини лиликові (Vespertilionidae) ряду лиликоподібні (Vespertilioniformes), один з видів роду нетопир (Pipistrellus), вид-двійник нетопира-карлика (Pipistrellus pipistrellus).

## пігмей—двійниккарлика

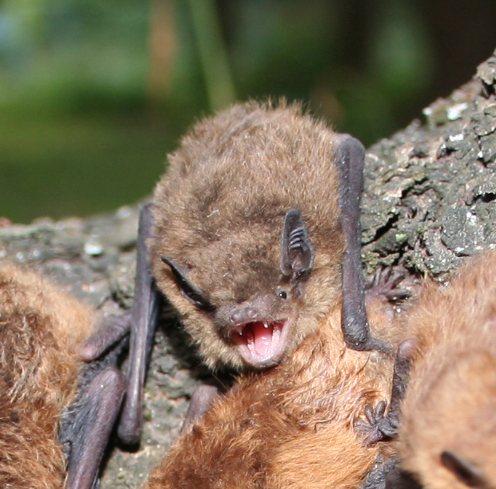
Pipistrellus pygmaeus з материнської колонії на біостанції Ново-Ільєнко (Луганщина)

імовірні межі поширення і місця знахідок видів-двійників P. pipistrellus та P. pygmaeus у Східній Європі (за: Загороднюк, 2005)

Вид кажанів, що описаний лише два десятиліття тому. В Україні вперше виявлений на Ніжинщині весною 2000 року.
Нетопир пігмей є видом-двійником з групи «малих» нетопирів (Pipistrellus pipistrellus s. lato), до якої входять два види:
- Pipistrellus pipistrellus (Schreber, 1774) — нетопир карлик
- Pipistrellus pygmaeus (Leach, 1825) — нетопир пігмей

Морфологічні відмінності між ними вкрай незначні, проте види добре відрізняються за молекулярно-генетичними даними. У теренових умовах види розрізняють за двома системами ознак:
- дистанційно — за частотами ультразвукових сигналів, які у пігмея на 10 кГц вищі (бл. 55 кГц) порівняно з нетопиром карликом (бл. 45 кГц)
- в руках — за низкою дрібних ознак забарвлення і опушеності окремих частин (писочок, козелки, пеніс), але найкраще (хоча й не 100-відсотково) — за жилкуванням крил на ділянці плагіопатагію між передпліччям і 5-м пальцем.

## Поширення
Цей вид широко поширений по Європі та в прилеглих регіонах. В Україні — один з 4-х видів нетопирів, відомий тепер з усіх регіонів країни. Більшість знахідок походить з північних і східних областей. У період міграцій зустрічається й на півдні, зокрема і в Криму.

## Охорона
Як і всі види європейських кажанів, охороняється згідно з угодою EUROBATs, підписаною і Україною.
2009 року вид внесено до Червоної книги України (категорія «неоціненний»), щоправда під вернакулярною назвою іншого виду («нетопир-карлик»), проте з науковою назвою Pipistrellus pygmaeus.